# Lidio Ajmone
Lidio Ajmone (Coggiola, 10 aprile 1884 – Andezeno, 25 settembre 1945) è stato un pittore italiano.

## Biografia
Lidio Ajmone nel 1893, al seguito del padre notaio, si trasferì a Torino dove frequentò gli studi classici e poi a diciotto anni l'Accademia Albertina. Negli anni ebbe anche accesso allo studio del pittore Vittorio Cavalleri. 
Come capitano degli Alpini partecipò alla prima guerra mondiale, nel 1912 visitò la Tripolitania e nel 1925 si recà poi in Somalia.
Soggiornò per diverso tempo a Rodi da cui ritornò nel 1941, ritirandosi nella casa di Andezeno, dove visse per il resto della vita.
Le sue opere iniziali sono ancora legate alla tradizione paesaggistica piemontese dell'Ottocento, mentre, in quelle dell'ultimo periodo è portato ad esaltare soprattutto il colore. 
Si dedicò essenzialmente alla pittura di paesaggi, ma fu anche un ottimo ritrattista. Ricordiamo quelli al Duca degli Abruzzi, a Benito Mussolini e a diversi personaggi sabaudi.
Espose oltre che a Torino anche a Genova, Novara, Casale Monferrato, Vercelli e Roma ricevendo diversi riconoscimenti. 
Fu vice presidente del Circolo degli Artisti di Torino che nel 1946, ad un anno dalla sua morte, allestì la prima retrospettiva.